# Ончешть (Димбовіца)
Ончешть, Ончешті (рум. Oncești) — село у повіті Димбовіца в Румунії. Входить до складу комуни Войнешть.
Село розташоване на відстані 102 км на північний захід від Бухареста, 28 км на північний захід від Тирговіште, 140 км на північний схід від Крайови, 68 км на південний захід від Брашова.

## Населення
За даними перепису населення 2002 року у селі проживали 888 осіб, з них 886 осіб (99,8%) румунів. Рідною мовою 887 осіб (99,9%) назвали румунську.